# St. Johann (Gemeinde Grafenwörth)
St. Johann ist eine Ortschaft und eine Katastralgemeinde der Marktgemeinde Grafenwörth im Bezirk Tulln in Niederösterreich. In der Ortschaft leben 178 Einwohner (Stand 1. Jänner 2024).

## Geografie
Das Dorf befindet sich südöstlich von Grafenwörth und liegt unmittelbar an der Donau-Au. Es ist nur über Nebenstraßen erreichbar.

## Geschichte
Laut Adressbuch von Österreich waren im Jahr 1938 in St. Johann ein Gastwirt und ein Schuster ansässig.